# ويد ديفيس
ويد ديفيس (بالإنجليزية: Wade Davis)‏ هو لاعب كرة قاعدة أمريكي، ولد في 7 سبتمبر 1985 في ليك ويلز في الولايات المتحدة.

## وصلات خارجية
- ويد ديفيس على موقع دوري كرة القاعدة الرئيسي (الإنجليزية)
- ويد ديفيس على موقعبيزبول رفرنس.كوم (الدوري الرئيسي) (الإنجليزية)
- ويد ديفيس على موقعبيزبول رفرنس.كوم (الدوري الثانوي) (الإنجليزية)
- ويد ديفيس على موقع إي إس بي إن.كوم (أم.أل.بي) (الإنجليزية)
- ويد ديفيس على موقع مشجعي الرسوم البيانية (الإنجليزية)